# Micranthemum
Micranthemum es un género con 29 especies de plantas de flores perteneciente a la familia Plantaginaceae. 

## Especies seleccionadas
- Micranthemum adenander
- Micranthemum adenandrum
- Micranthemum arenarioides
- Micranthemum bryoides
- Micranthemum callitrichoides

## Sinónimos
- Hemianthus [Nutt.]
- Hemisiphonia [Urb.]

- Datos: Q6274258
- Multimedia: Micranthemum / Q6274258
- Especies: Micranthemum